# Омелюсик, Алёна Васильевна
Алёна Васильевна Омелюсик (бел. Алена Васільеўна Амялюсік, род. род. 6 февраля 1989, Бобруйск, Могилёвская область) — белорусская шоссейная велогонщица, выступавшая за команду Canyon-SRAM Racing. Чемпионка мира 2015 года в командной гонке, многократная чемпионка Беларуси. В 2015 году на первых Европейских играх выиграла золотую медаль в групповой гонке. Участница летних Олимпийский игр 2012 (15 место в групповой гонке), 2016 (13 место в групповой гонке и 11 место в индивидуальной гонке) и 2020 (17 место в групповой гонке и 16 место в индивидуальной гонке). В 2016 году вошла в состав команды Canyon-SRAM Racing. 
Мастер спорта Республики Беларусь международного класса.

## Биография и карьера
В семь лет начала заниматься художественной гимнастикой, позднее пошла на лёгкую атлетику. 
Впоследствии Алёну привлёк велоспорт, которым она начала заниматься в двенадцать лет. Через месяц Омелюсик выиграла свои первые соревнования — областные. После окончания восьми классов, Алёна приняла решение пойти в училище, ради этого в 15 лет ей пришлось переехать в Брест. Тренер — Василий Сафонов.

## Достижения
2007
 Чемпионат Европы — индивидуальная гонка U19
3-я на Чемпионат Беларуси — групповая гонка
3-я на Чемпионат Беларуси — индивидуальная гонка
9-я на Чемпионат Европы среди — групповая гонка U19
2009
3-я на Чемпионат Беларуси — индивидуальная гонка
2010
2-я на Чемпионат Беларуси — групповая гонка
2011
 Чемпионат Беларуси — групповая гонка
 Чемпионат Беларуси — индивидуальная гонка
 Чемпионат Европы — групповая гонка U19
2012
 Чемпионат Беларуси — индивидуальная гонка
1 этап Рут де Франс феминин
2-я на Тур Лимузена
3-я на Гран-при Гранд Сен-Бернара
3-я на Чемпионат Беларуси — групповая гонка
2013
 Чемпионат Беларуси — групповая гонка
 Чемпионат Беларуси — индивидуальная гонка
GP Oberbaselbiet
2 этап Тур Ардеш
2-я на Гран-при Гранд Сен-Бернара
Вуэльта Сальвадора
2-я в генеральной классификации
2-й этап (TTT)
Тур Лангедок-Руссильон
3-я в генеральной классификации
1-я в горной классификации
2014
 Чемпионат Беларуси — групповая гонка
 Чемпионат Беларуси — индивидуальная гонка
Гран-при Сальвадора
Вуэльта Сальвадора
2-я в генеральной классификации
1-я в горной классификации
1-й и 2-й этапы
2-я на Рут де Франс феминин
2-я на Гран-при Гранд Сен-Бернара
 Чемпионат мира — командная гонка
Вуэльта Коста-Рики
3-я в генеральной классификации
1-я в горной классификации
3-й этап
3-я на Трофей Альфредо Бинды — коммуны Читтильо
2015
 Чемпионат мира — командная гонка
 Европейские игры — групповая гонка
 Чемпионат Беларуси — групповая гонка
 Чемпионат Беларуси — индивидуальная гонка
Грация Орлова
1-я в генеральной классификации
1-я в очковой классификации
1-я в горной классификации
1-й этап
Уинстон-Сейлем Классик
Холланд Ледис Тур
12-я в генеральной классификации
1-я в горной классификации
2а-й этап (TTT) Энергивахт Тур
2-я на Опен Воргорда TTT
3-я на Филадельфия Классик
2016
 Чемпионат мира — командная гонка
2-я на Чемпионат Беларуси — индивидуальная гонка
Грация Орлова
3-я в генеральной классификации
1-я в очковой классификации
1-й этап
3-я на Холланд Ледис Тур
3-я на Филадельфия Классик
3-я на Джиро дель Эмилия Донне
2017
2-я на Гран-при Морбиана
2-я на Классика Морбиана
2018
 Чемпионат мира — командная гонка
 Чемпионат Беларуси — групповая гонка
 Чемпионат Беларуси — индивидуальная гонка
3-я на Классика Морбиана
2019
1 этап (TTT) Джиро Роза
2-я на Опен Воргорда TTT
2-я на Чемпионат Беларуси — индивидуальная гонка
3-я на Чемпионат Беларуси — групповая гонка
2020
6-я на Тур Фландрии
2021
Тур Бельгии
5-я в генеральной классификации
2-й этап

### Статистика выступления наГранд-турах
| Гонка / Год          | 2012           | 2013           | 2014           | 2015           | 2016           | 2017           | 2018           | 2019           | 2020           | 2021           | 2022           | 2023           | 2024           |
| -------------------- | -------------- | -------------- | -------------- | -------------- | -------------- | -------------- | -------------- | -------------- | -------------- | -------------- | -------------- | -------------- | -------------- |
| Рут де Франс феминин | DNF            | 5              | 2              | —              | —              | не проводилась | не проводилась | не проводилась | не проводилась | не проводилась | не проводилась | не проводилась | не проводилась |
| Джиро д’Италия Донне | 12             | 10             | 14             | 18             | 9              | —              | DNF            | 24             | 36             | 15             | 21             | —              | —              |
| Тур де Франс Фамм    | не проводилась | не проводилась | не проводилась | не проводилась | не проводилась | не проводилась | не проводилась | не проводилась | не проводилась | не проводилась | 19             | 43             | —              |
| Ла Вуэльта Фамм      | не проводилась | не проводилась | не проводилась | не проводилась | не проводилась | не проводилась | не проводилась | не проводилась | —              | 20             | DNF            | —              | DNF            |

## Рейтинги
| Год                 | 2009  | 2010  | 2011 | 2012 | 2013 | 2014 | 2015 | 2016 | 2017 | 2018 | 2019 | 2020 | 2021  | 2022  | 2023  | 2024  |
| ------------------- | ----- | ----- | ---- | ---- | ---- | ---- | ---- | ---- | ---- | ---- | ---- | ---- | ----- | ----- | ----- | ----- |
| Мировой рейтинг UCI | 200-й | 232-й | 60-й | 21-й | 14-й | 10-й | 11-й | 21-й | 56-й | 58-й | 77-й | 63-й | 72-й  | 200-й | 294-й | 469-й |
| Мировой кубок UCI   | -     | -     | -    | 38-й | 16-й | 19-й | 7-й  |      |      |      |      |      |       |       |       |       |
| Мировой тур UCI     |       |       |      |      |      |      |      | 12-й | 73-й | 56-й | 60-й | 40-й | 107-й | 88-й  | 163-й | 216-й |
|                     |       |       |      |      |      |      |      |      |      |      |      |      |       |       |       |       |
| Источник: UCI       |       |       |      |      |      |      |      |      |      |      |      |      |       |       |       |       |